# Bòrd na Gàidhlig (organe exécutif écossais)
Le Bòrd na Gàidhlig (/ˈpɔːrˠt̪ nə ˈkaːlɪikʲ/ , « Bureau du gaélique » en gaélique écossais) est un organe exécutif public, établi et contrôlé par le gouvernement écossais. Il est indépendant des conseils régionaux écossais (en gaélique écossais : comhairlean roinneile et en anglais : regional councils). Il est chargé de diriger la préparation et l'application du Programme national pour la langue gaélique (Plana Nàiseanta na Gàidhlig).

## Histoire
Le Bòrd na Gàidhlig a été établi en 2003. Le siège de son conseil d'administration se trouve à Inverness.
Depuis sa promulgation en 2005, la Loi du gaélique (Achd na Gàidhlig en gaélique écossais et Gaelic language (Scotland) Act en anglais), confère un pouvoir légal au Bòrd na Gàidhlig. Elle a fait de lui une autorité administrative indépendante (AAI) (ou quango en anglais pour « quasi non-governmental organisation). Ce statut s'accompagne d'obligations légales envers l'état.

## Présidents
- 2002 - 2005 : Donnchadh MacFheargais
- 2006 - 2008 : Mata MacIomhair
- 2008 - 2009 (interim) : Art MacCormaig
- 2009 - 2012 : Art MacCormaig
- 2012 - 2013 (interim) : Ealasaid Nic an t-Saoir
- 2013[1]-2014[2] : Iain Caimbeul
- 2014 - 2015 (interim) : Ailean Dòmhnallach
- 2015[3]- présent : Ailean Dòmhnallach

## Directeurs
- 2000 - 2015-03 : Iain Aonghais MhicAoidh
- 2015-03 - 2015-06[4] : Iain Caimbeul
- 2016-06[5] - présent : Seona NicIllInnein

## Liens
- Site web du Bòrd
- BBC News 2015-03-11: nouvelle stratégie de Bòrd na Gàidhlig
- BBC News 2016-03-09: nouveau Poste à BnaG (Directeur de l'Enseignement de la langue Gaélique)
- BBC News 2016-06-07: La nouvelle génération du Bòrd na Gàidhlig (avec des interviews-vidéo 3:58+4:21)

- (gd) Cet article est partiellement ou en totalité issu de l’article de Wikipédia en gaélique écossais intitulé « Bòrd na Gàidhlig » (voir la liste des auteurs).